# Urbès
Urbès (alsasky Onrvéss, německy Urbis) je francouzská obec v departementu Haut-Rhin v regionu Grand Est.

## Geografie
Obec leží v údolí ledovcového původu, u Bussangského průsmyku.

## Památky
- kostel Saint Wendelin z 19. století

## Vývoj počtu obyvatel
Počet obyvatel